# Juda Tadej
Juda Tadej (Galileja, 1. stoljeće - Perzija, 1. stoljeće), kršćanski svetac i mučenik, jedan od dvanaest apostola, zaštitnik u očajnim situacijama i izgubljenim slučajevima. Naziva se Juda Tadej ili samo Tadej što znači "hrabri". U Evanđeljima, sv. Matej i sv. Marko zovu ga Tadej, sv. Luka ga naziva Juda Jakovljev (po bratu), a sv. Ivan ga naziva Juda "ne onaj Iškariotski". 

## Životopis
Prema predaji, rođen je u Galileji, bio je bratić Blažene Djevice Marije. Postao je jedan od dvanaest apostola, zajedno s bratom sv. Jakovom Mlađim. Propovijedao je Evanđelje po Judeji, Samariji, Idumeji, Mezopotamiji, Siriji i Libiji. Govorio je grčki i aramejski jezik. Zajedno sa sv. Bartolom, donio je kršćanstvo u Armeniju te je zajedno s njim proglašen zaštitnikom Armenske Apostolske Crkve. Doživio je mučeničku smrt, zajedno s apostolom Šimunom Kanaanacem u Perziji. Prema predaji, obojica su bili prepiljeni.
Sveti Juda Tadej prisustvovao je događaju, kada je Duh Sveti sišao na apostole pa se često na njegovim slikama, nalazi plamen iznad njegove glave, kao simbol Duha Svetoga. Za vrijeme Posljednje večere, Juda Tadej, postavio je Isusu važno pitanje: "Gospodine, kako to da ćeš se objaviti nama, a ne svijetu?" (Iv 14,22). Isus mu je odgovorio: "Ako me tko ljubi, držat će moju riječ, i moj će ga Otac ljubiti; k njemu ćemo doći i kod njega se nastaniti. Tko mene ne ljubi, ne drži mojih riječi. Riječ koju slušate nije moja, već od Oca koji me posla. - Ovo sam vam govorio boraveći s vama. A Branitelj, Duh Sveti, kojega će Otac poslati zbog mene, naučit će vas sve i sjetiti vas svega što vam rekoh" (Iv 14,23-26).
Juda Tadej napisao je kratku Poslanicu Jude apostola, koja se nalazi u Novom zavjetu na pretposljednjem mjestu, ispred Otkrivenja.

## Štovanje
Spomendan mu je 28. listopada zajedno sa sv. Šimunom. Jako dugo bio je zapostavljan, jer su ga poistovjećivali s Judom Iškariotskim, koji je izdao Isusa. Njegovu ponovnom štovanju pridonijela je sv. Brigita. U 18. stoljeću, štovanje se proširilo po Italiji, Španjolskoj, Austriji, Poljskoj, kasnije u Južnoj Americi, Meksiku i SAD-u. 
U Armeniji na mjestu groba sv. Jude Tadeja postoji samostan Svetog Tadeja.
U Hrvatskoj postoje četiri rimokatoličke župe kojima su titulari sv. Šimun i Juda Tadej: u Bokanjcu, Cigleni, Markuševcu i Tinjanu.

## Vanjske poveznice
- Sveti Šimun i Juda Tadej  Arhivirana inačica izvorne stranice od 9. travnja 2022. (Wayback Machine), sveci.net
- Molitva i devetnica sv. Judi Tadeju, www.scribd.com
- Različite molitve sv. Judi Tadeju, www.scribd.com
- Judina poslanica s komentarima, www.scribd.com